# Michael Martin Murphey
Pour les articles homonymes, voir Cash.
Michael Martin Murphey est un auteur-compositeur-interprète américain de musique country et western né le 14 mars 1945 à Dallas au Texas. Nommé à plusieurs reprises aux Grammy Awards, il a six albums d'or dont Cowboy Songs, le premier album de musique western à obtenir le statut d'album d'or depuis Gunfighter Ballads and Trail Songs de Marty Robbins en 1959.

## Discographie
- 1972 : Geronimo's Cadillac
- 1973 : Cosmic Cowboy Souvenir
- 1974 : Michael Murphey
- 1975 : Blue Sky - Night Thunder
- 1976 : Swans Against the Sun
- 1976 : Flowing Free Forever
- 1978 : Lone Wolf
- 1979 : Peaks, Valleys, Honky Tonks and Alleys
- 1981 : Hard Country
- 1982 : Michael Martin Murphey
- 1983 : The Heart Never Lies
- 1986 : Tonight We Ride
- 1987 : Americana
- 1988 : River of Time
- 1989 : Land of Enchantment
- 1990 : Cowboy Songs
- 1991 : Cowboy Christmas: Cowboy Songs II
- 1993 : Cowboy Songs III
- 1995 : Sagebrush Symphony
- 1997 : The Horse Legends
- 1998 : Cowboy Songs Four
- 1999 : Acoustic Christmas Carols
- 2001 : Playing Favorites
- 2002 : Cowboy Classics: Playing Favorites II
- 2002 : Cowboy Christmas III
- 2004 : Live at Billy Bob's Texas
- 2006 : Heartland Cowboy: Cowboy Songs, Vol. 5
- 2009 : Buckaroo Blue Grass
- 2010 : Lone Cowboy
- 2010 : Buckaroo Blue Grass II
- 2011 : Tall Grass and Cool Water
- 2012 : Campfire on the Road
- 2013 : Red River Drifter
- 2016 : High Stakes
- 2016 : Austinology - Alleys of Austin